# Isuzu Bellett
Isuzu Bellett – kompaktowy samochód osobowy produkowany przez japońską firmę Isuzu w latach 1963–1973. Dostępny jako: 2- i 4-drzwiowy sedan, 2-drzwiowe coupé, 3-drzwiowe kombi oraz 2-drzwiowy pick-up. Do napędu używano silników R4 o pojemnościach od 1,3 do 2,0 litra. Moc przenoszona była na oś tylną poprzez 4-biegową manualną bądź 3-biegową automatyczną skrzynię biegów. Bellett został zastąpiony przez model Gemini.

## Dane techniczne ('63 1600)

### Silnik
- R4 1,6 l (1584 cm³), 2 zawory na cylinder, OHV
- Układ zasilania: gaźnik
- Średnica cylindra × skok tłoka: 82,00 mm × 75,00 mm
- Stopień sprężania: 8,7:1
- Moc maksymalna: 85 KM (63 kW) przy 5200 obr./min
- Maksymalny moment obrotowy: 123 N•m przy 2600 obr./min

### Osiągi
- Przyspieszenie 0-100 km/h: b/d
- Prędkość maksymalna: 150 km/h

## Dane techniczne ('63 1800)

### Silnik
- R4 1,8 l (1818 cm³), 2 zawory na cylinder, SOHC
- Układ zasilania: dwa gaźniki
- Średnica cylindra × skok tłoka: 84,00 mm × 82,00 mm
- Stopień sprężania: 9,7:1
- Moc maksymalna: 117 KM (86 kW) przy 5800 obr./min
- Maksymalny moment obrotowy: 152 N•m przy 4200 obr./min

### Osiągi
- Przyspieszenie 0-100 km/h: b/d
- Prędkość maksymalna: 175 km/h

## Galeria

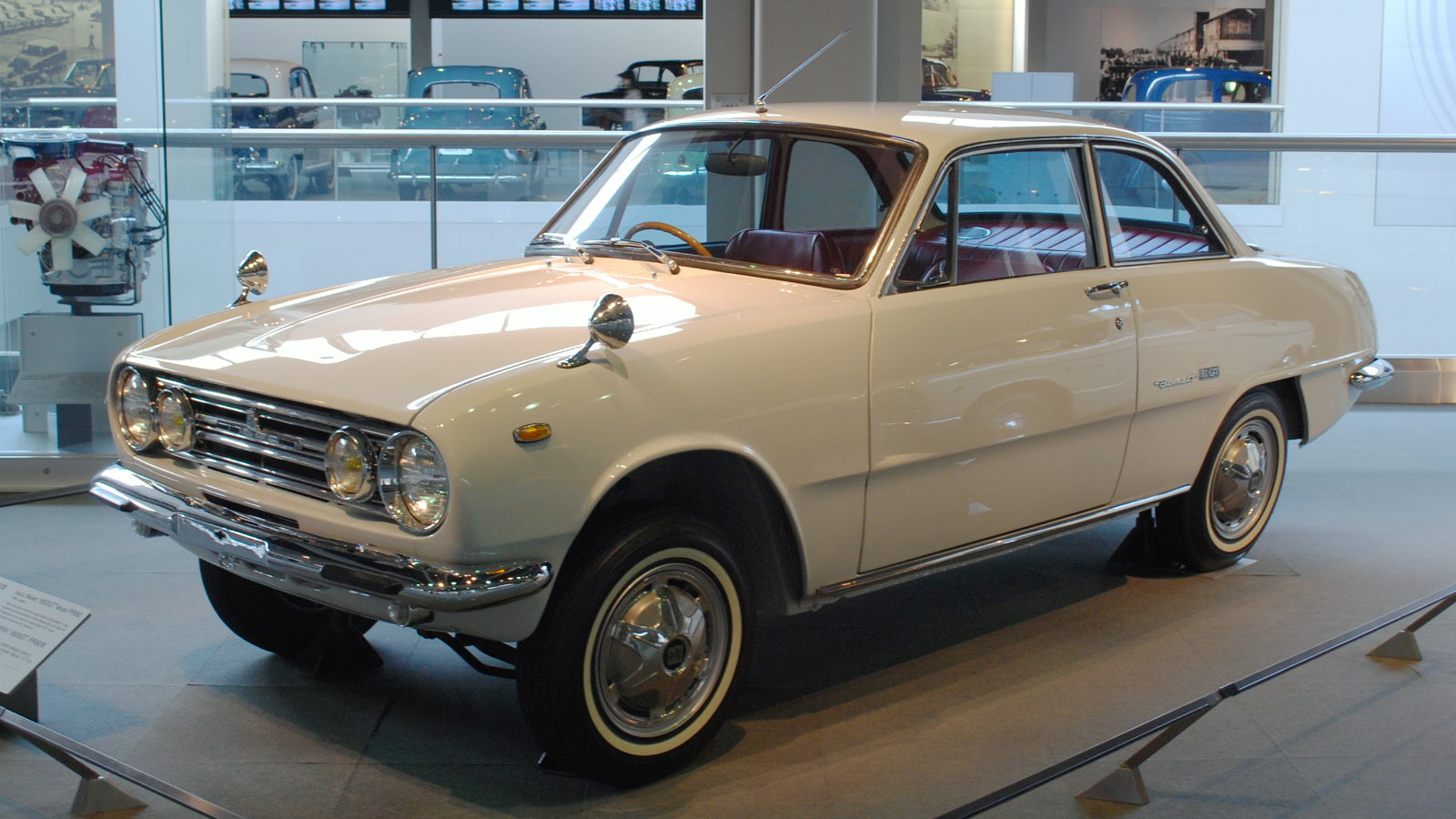
'66 Bellett
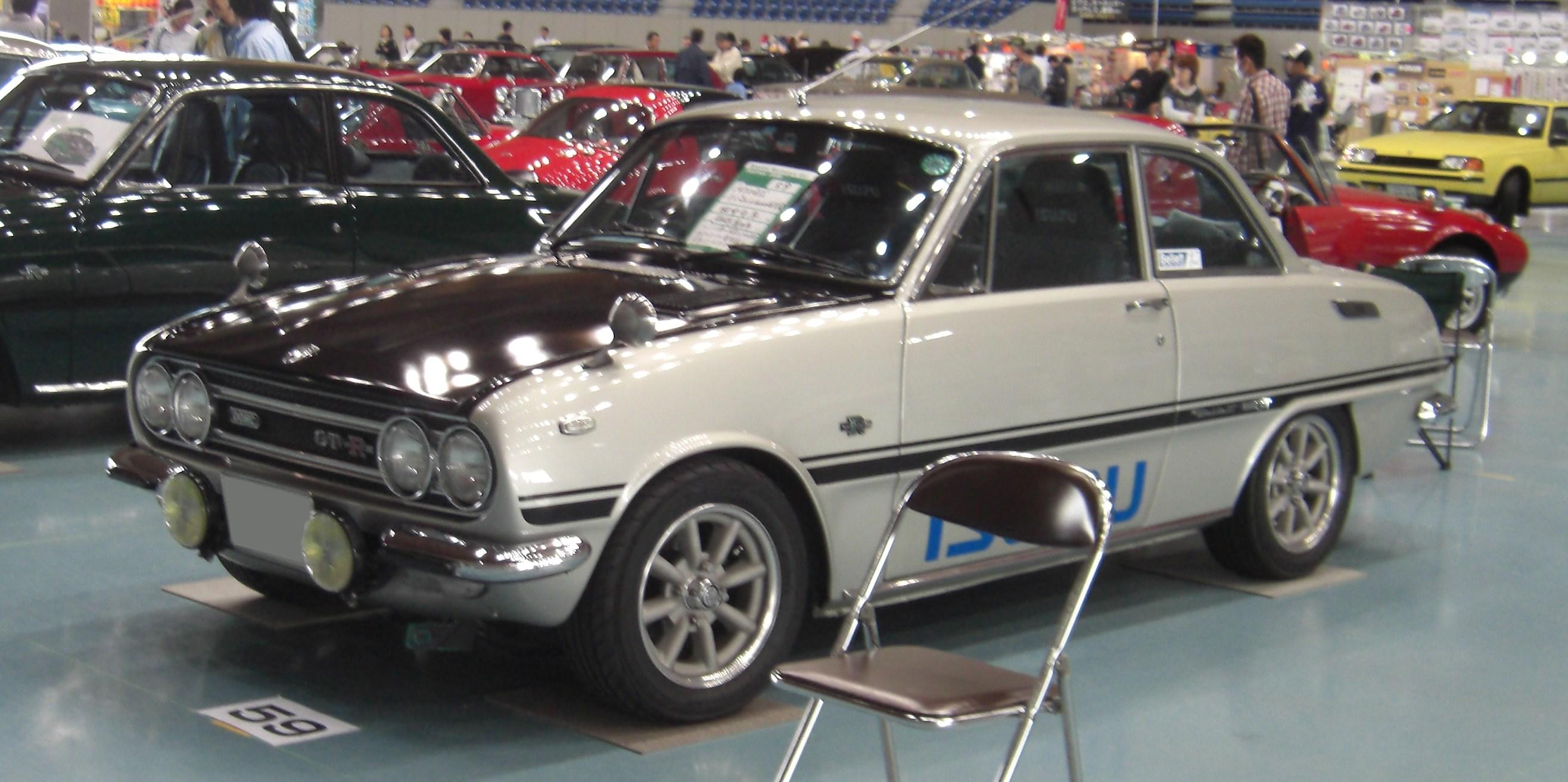
Bellett GTR
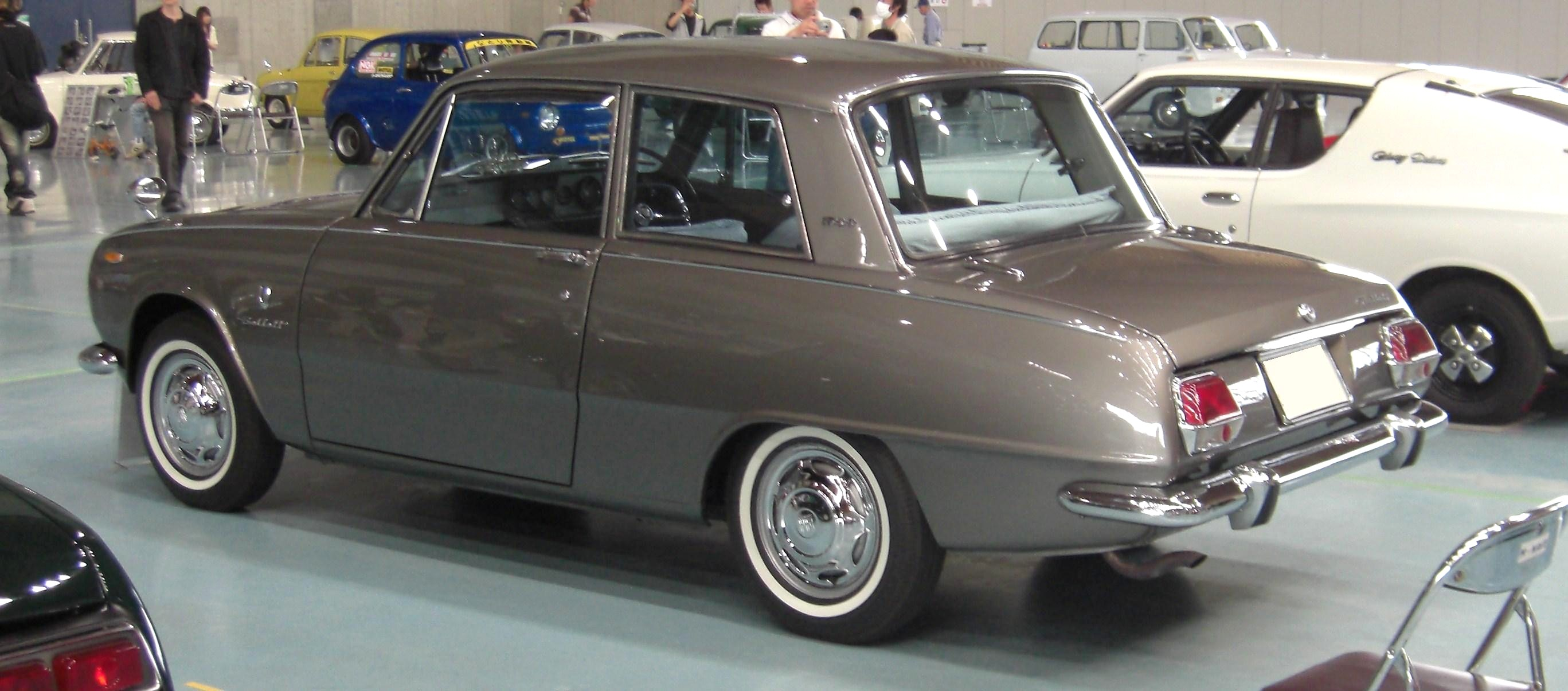
Bellett 1500
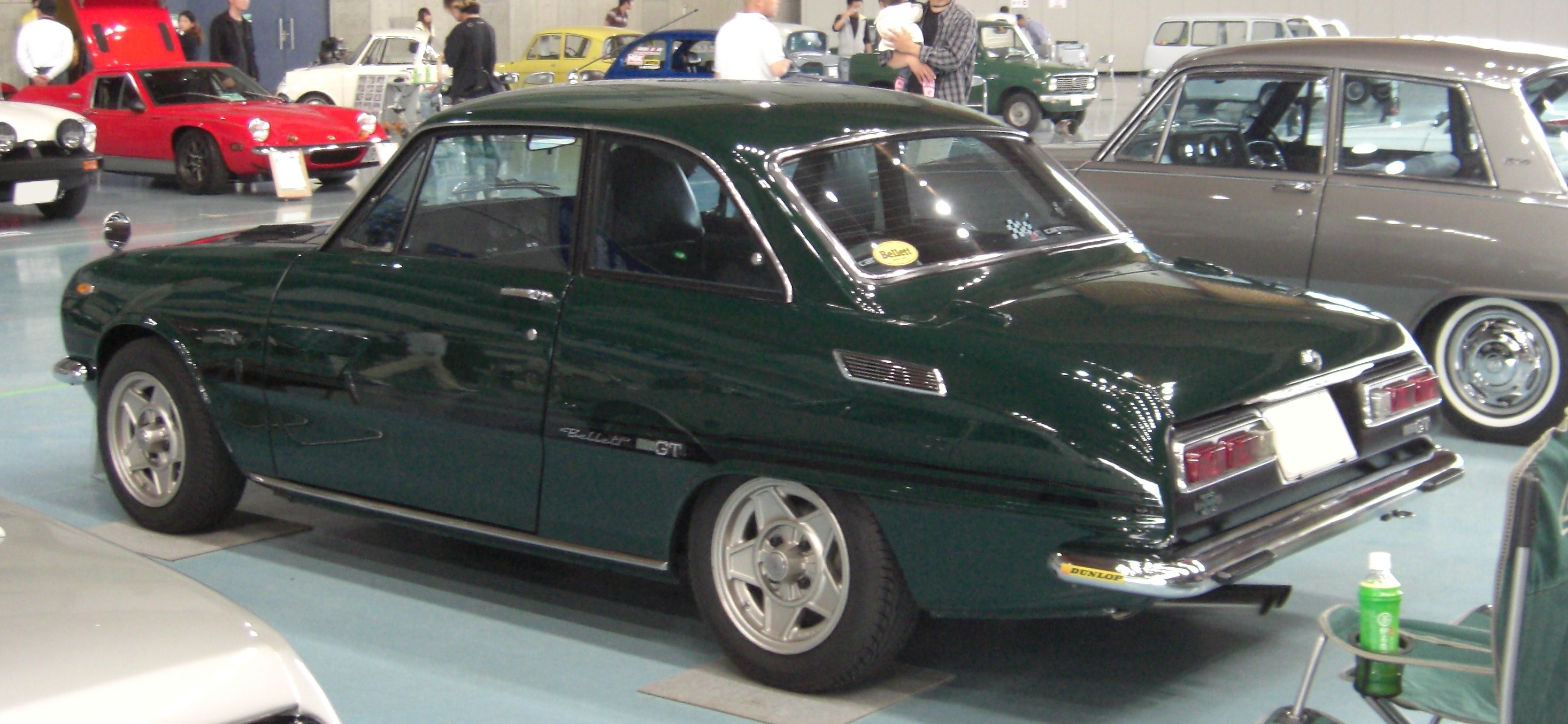
Bellett GT